# Vermeș, Bistrița-Năsăud
Vermeș, mai demult Vermiș (în dialectul săsesc Warmesch, Vârměš, în germană Wermesch, Warmisch, Wermösch, în maghiară Vermes) este un sat în comuna Lechința din județul Bistrița-Năsăud, Transilvania, România.

## Istorie
- Este atestat în documente pentru prima dată în 1333, sub numele de Vermus, când preotul Iacob al satului a plătit 1 ferto de argint.
- În 1439 satul apare sub numele de Vermes, iar în 1441 sub numele de Wermes.
- Armata lui Giorgio Basta a distrus satul în 1602, doar biserica rămânând intactă.
- Mai târziu a fost repopulat cu sași, iar începând cu 1630 s-au stabilit în sat familii românești din Moldova.
- Majoritatea locuitoriilor săi erau sași.[1] biserica a fost folosită până în anul 1973 cand ultimii sași au plecat în Germania.

## Obiective
- Biserica „Sfinții Mihail și Gavriil” din Vermeș
- Biserica de lemn din Vermeș

## Demografie
La recensământul din 2002 populația satului era de 899 de locuitori, dintre care: 599 români, 258 țigani și 42 maghiari .
Componența etnică a satului Țigău
     Români (66,6%)
     Romi (28,8%)
     Maghiari (4,6%)

## Legături externe

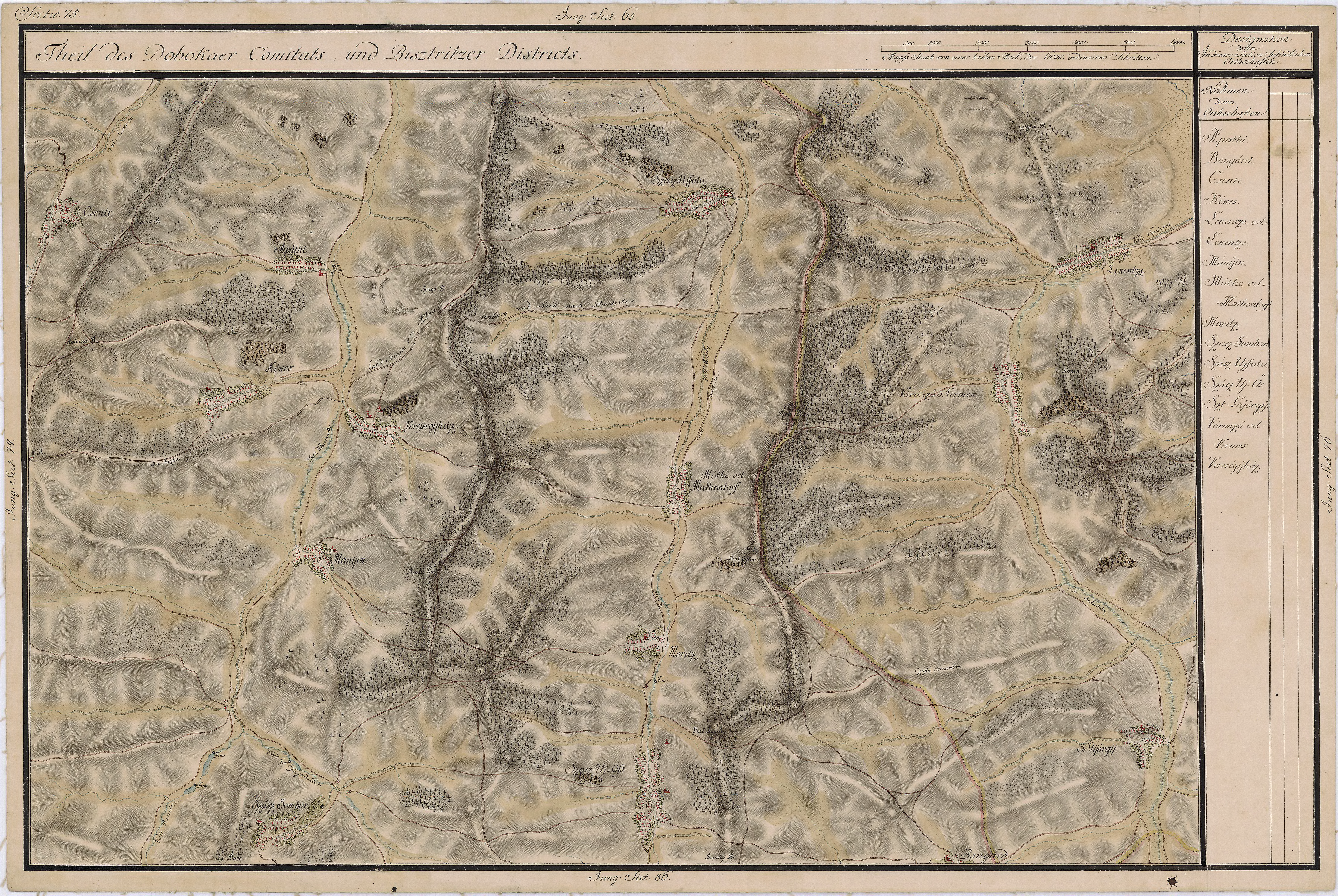
Vermeș în Harta Iosefină a Transilvaniei, 1769-73

## Imagini

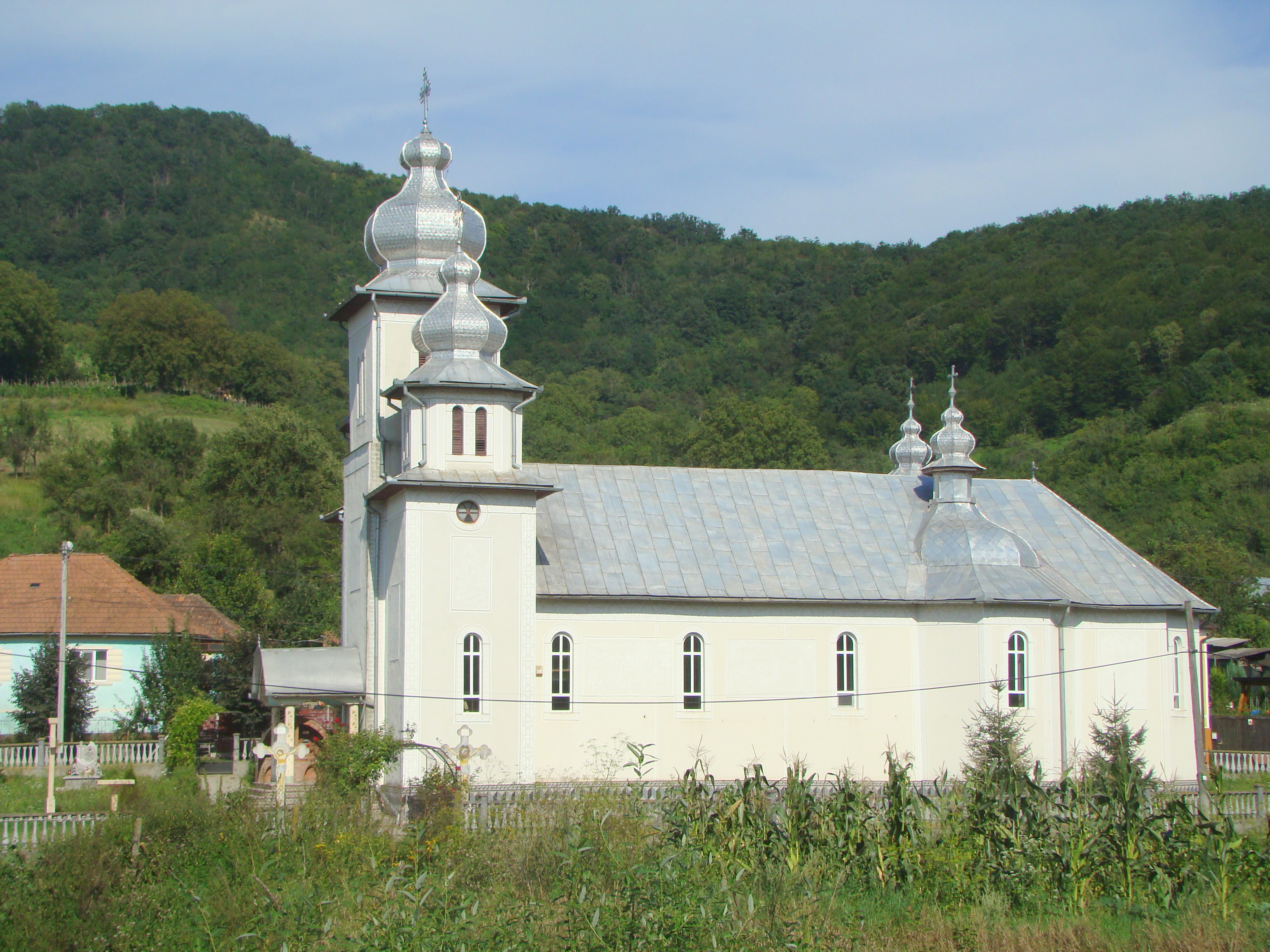
Biserica ortodoxă
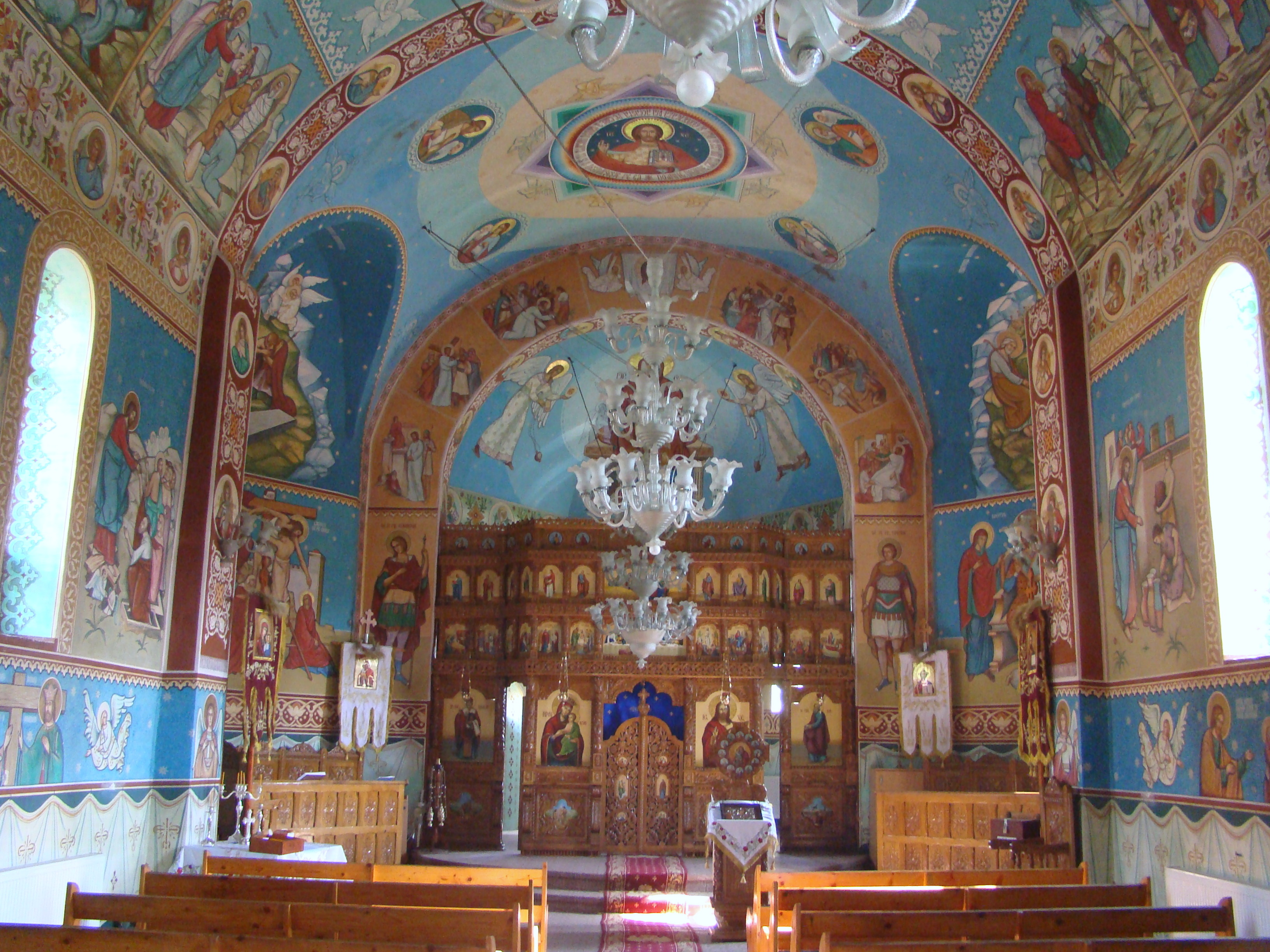
Biserica ortodoxă (nava spre iconostas)
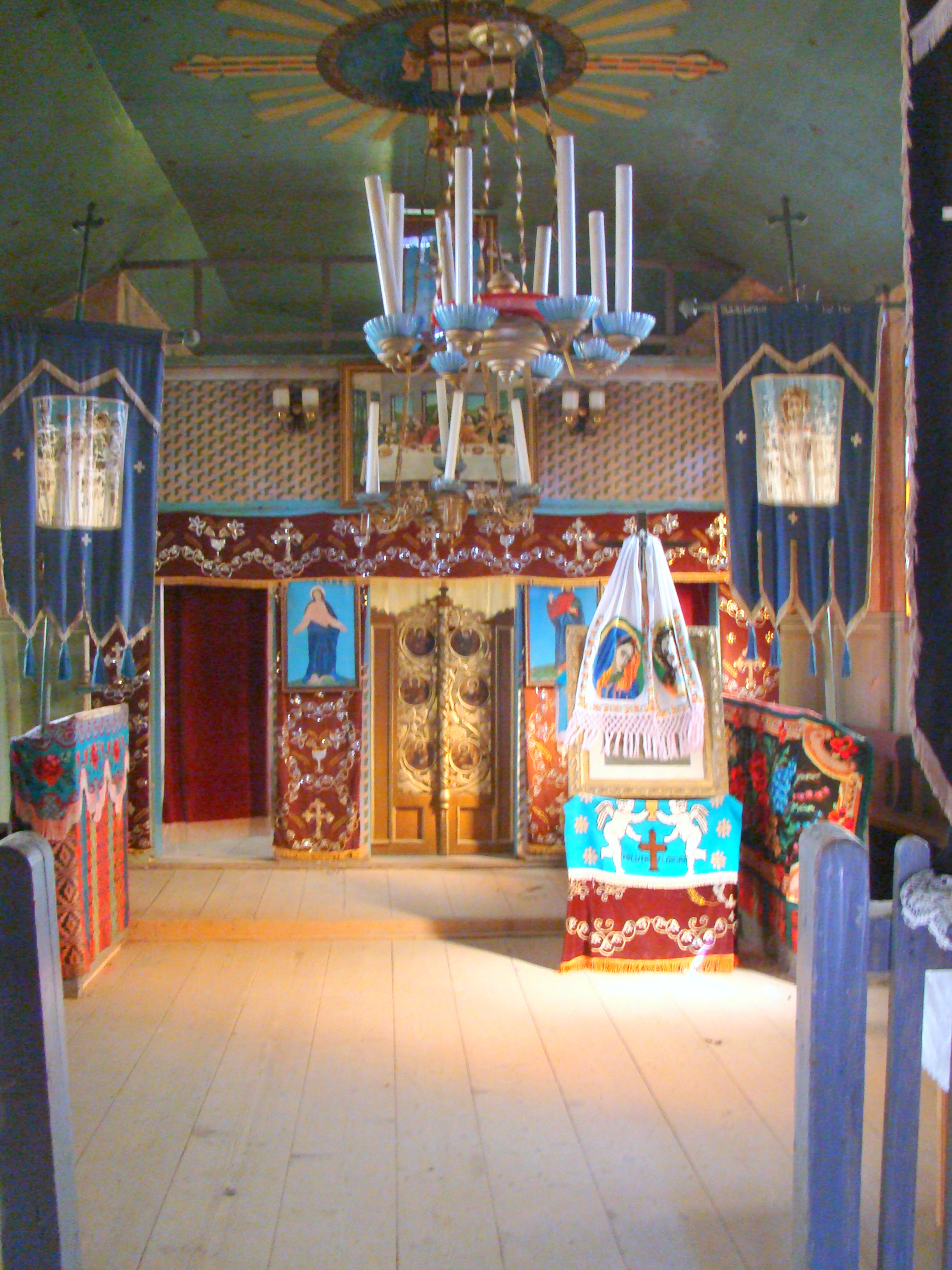
Biserica de lemn (interior)
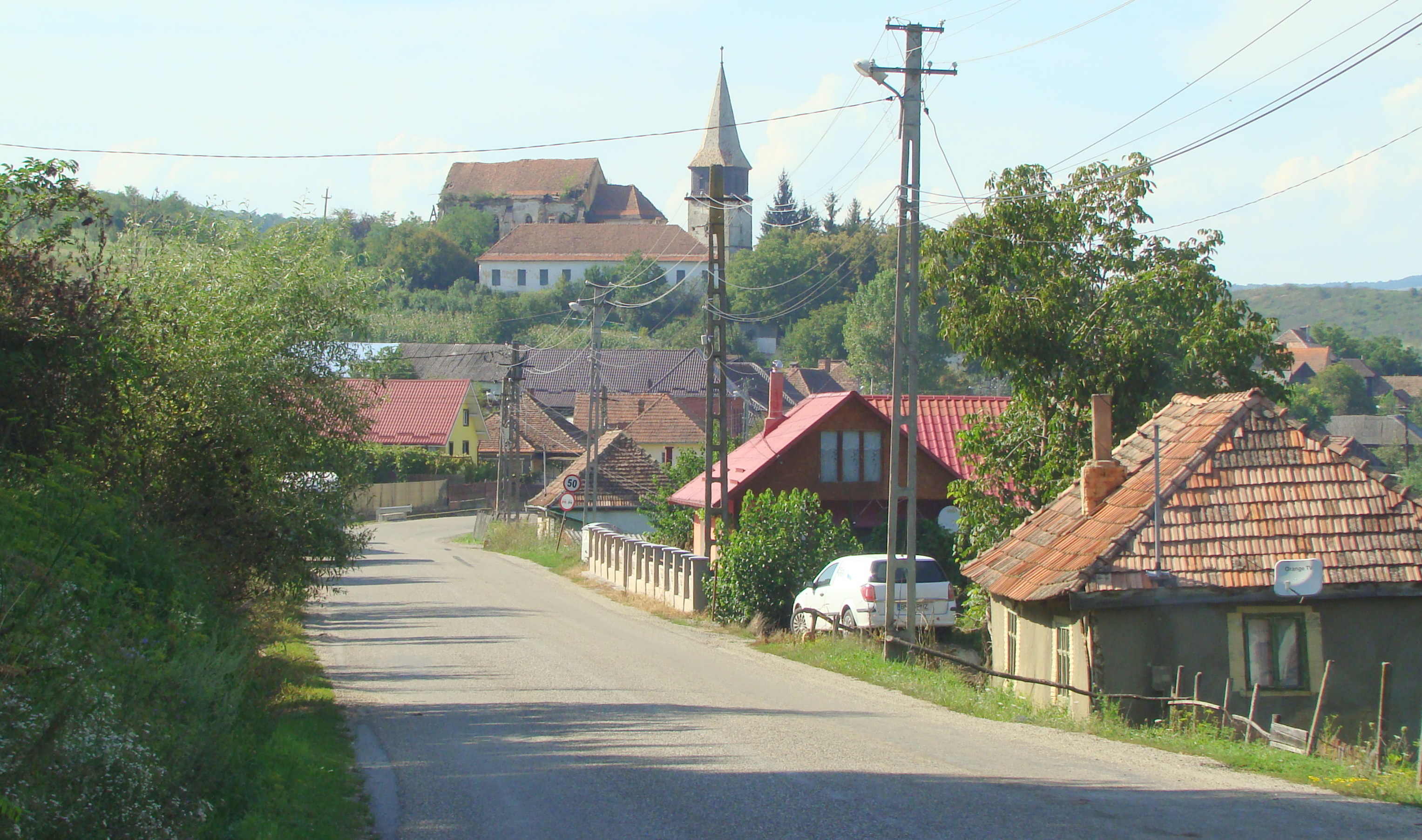
Strada principală cu biserica evanghelică în fundal
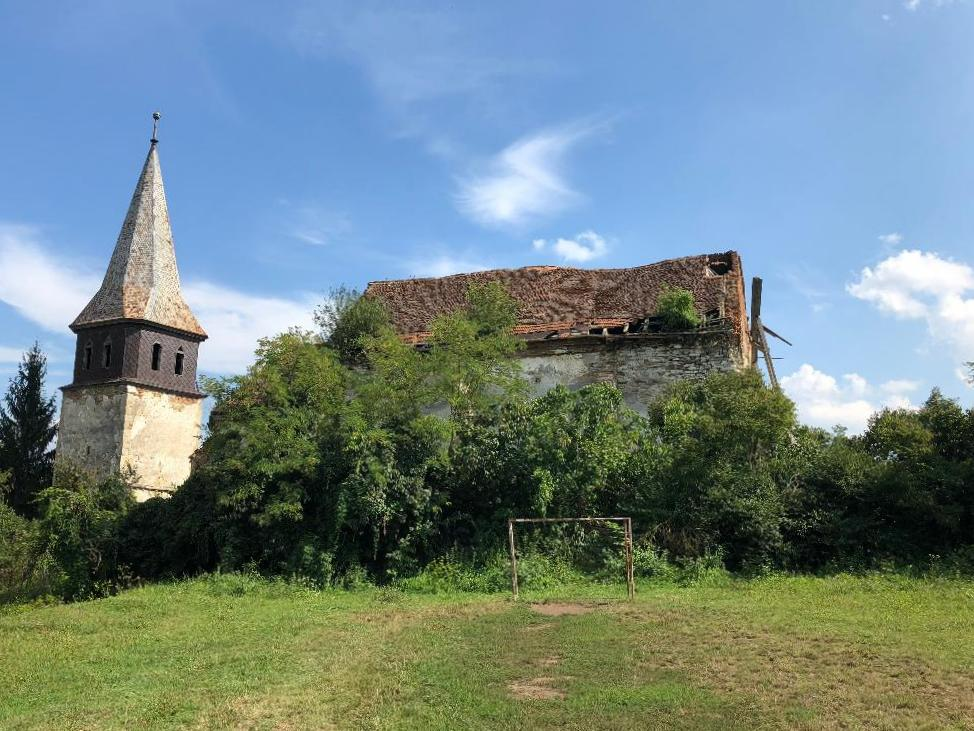
Ansamblul bisericii evanghelice (monument istoric)
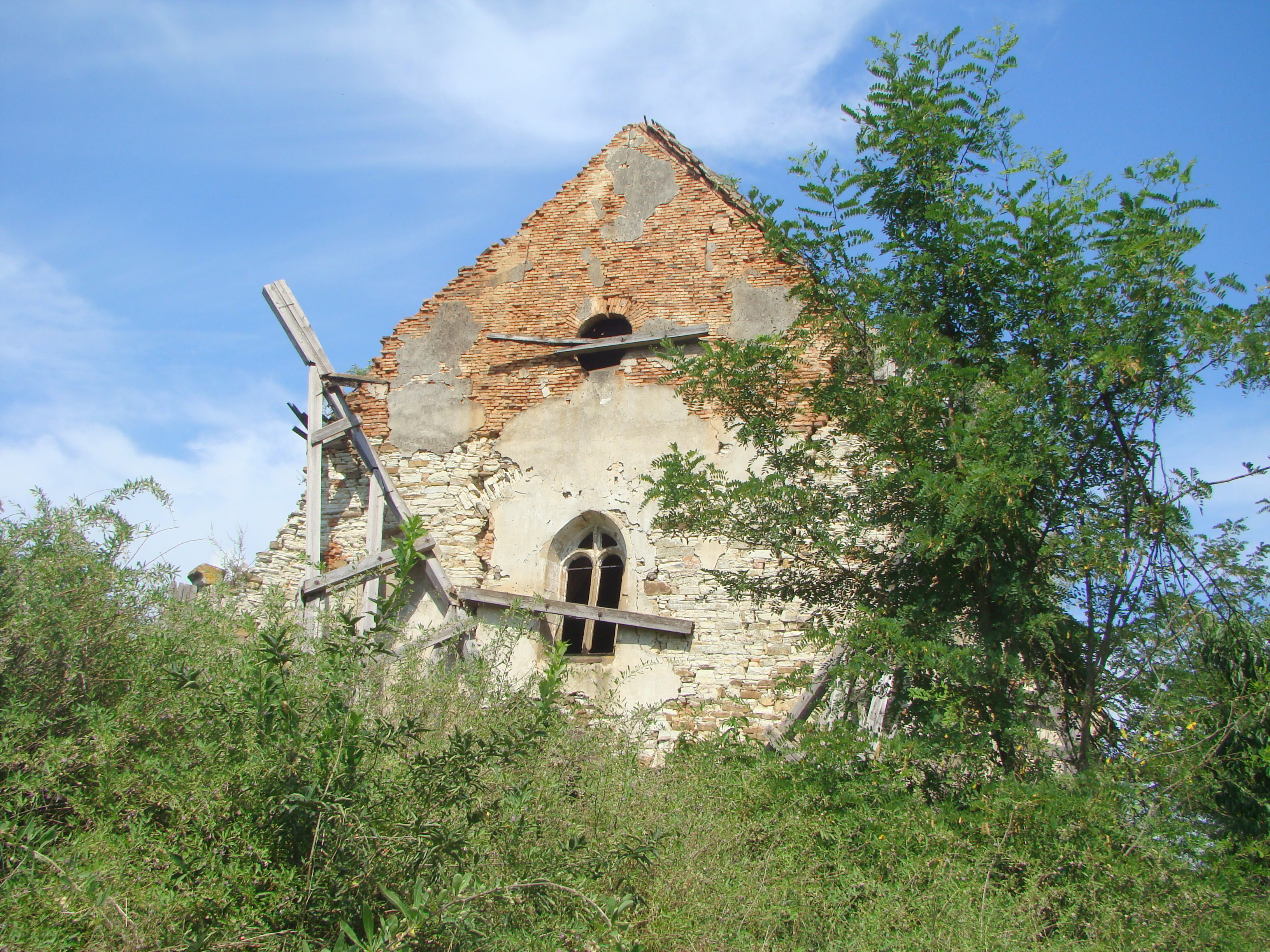
Biserica evanghelică (monument istoric)
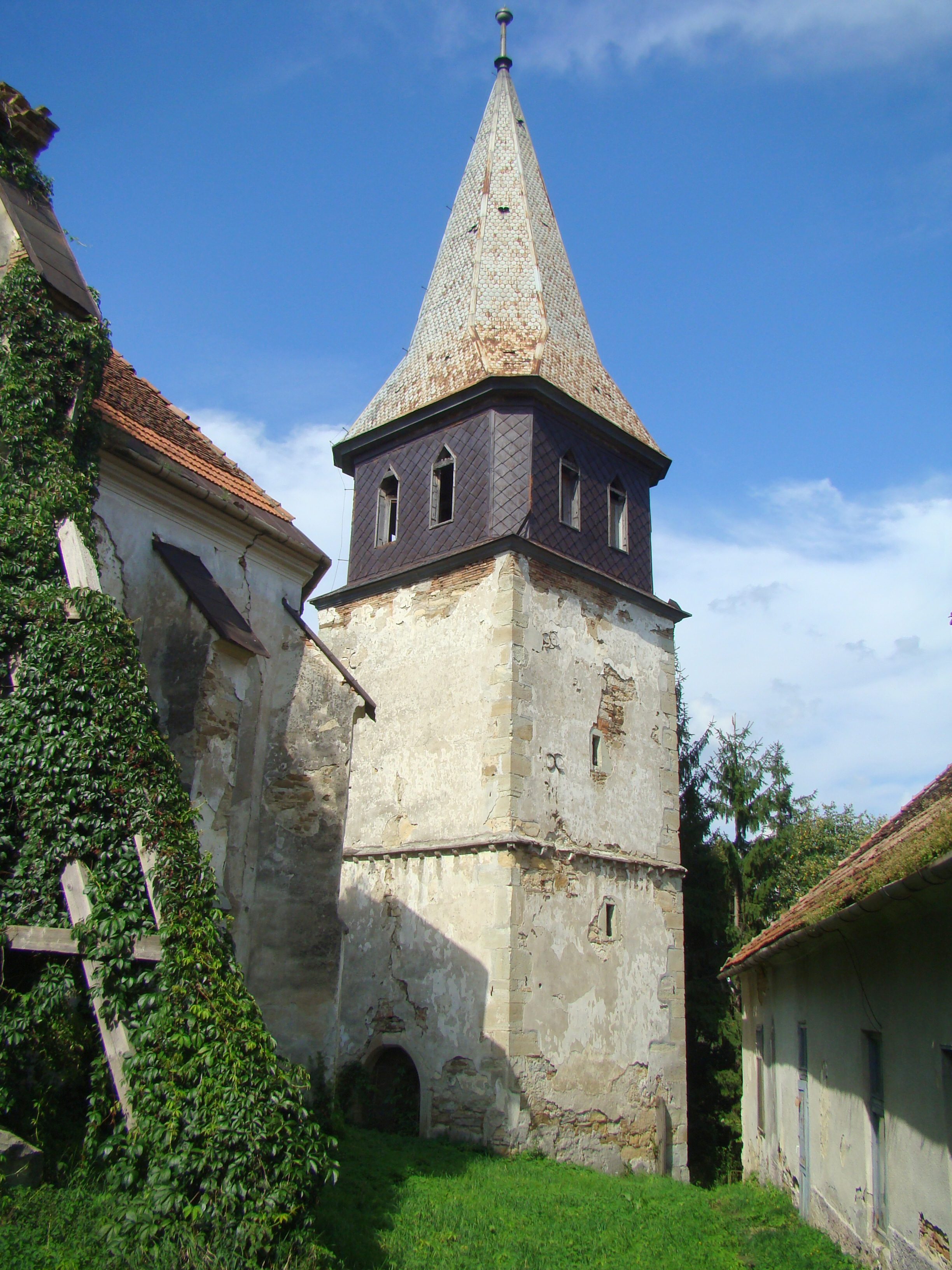
Turnul-clopotniţă al bisericii evanghelice (monument istoric)
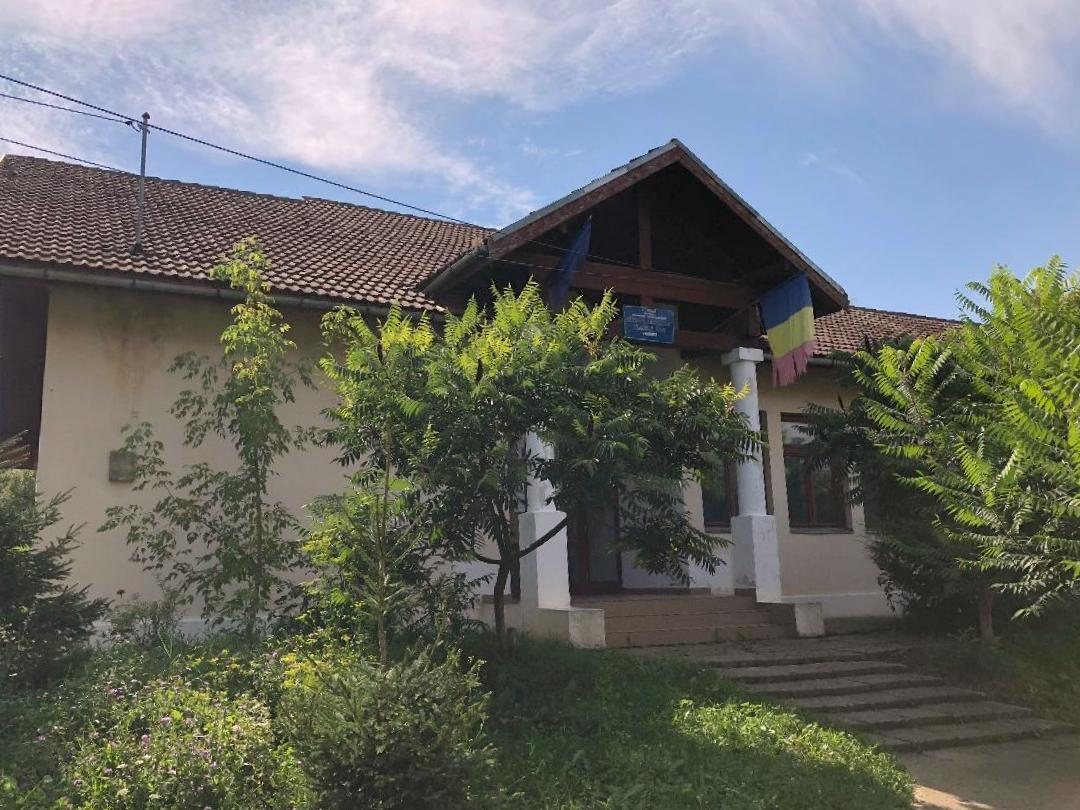
Școala